# Maria Afonso
Maria Afonso (1302 - Odivelas, 1320) va ser una noble portuguesa, filla bastarda del rei Dionís I.

## Biografia
Maria Afonso, que es creu hauria nascut el 1302, era filla natural del rei Dom Dionís, fruit d'una relació extraconjugal amb Branca Lourenço de Valadares, filla de Lourenço Soares de Valadares i d'Aldonça Lourenço de Valadares que era tia d'Inês de Castro.
Va ser la única filla del rei a seguir una vida religiosa, ingressant com a monja al convent de São Dinis e São Bernardo de Odivelas, conegut com el Monestir d'Odivelas, construït per acollir monges de l'orde del Císter.Allà va fer construir, entre 1312 i 1320, un altar consagrat a Sant Andreu.
Va ser assassinada amb 18 anys d'edat, al monestir d'Odivelas, on fou sebollida. Al costat esquerre de l'altar major de l'església del monestir hi ha un túmul que li és atribuït, amb el del seu pare al costat dret.
El 2022, la televisió de Portugal estrenà la sèrie històrica , dirigida per Sérgio Graciano i amb guió de Patrícia Müller, que aborda el misteri al voltant de la seva mort.